# Boy (àlbum)
Boy és l'àlbum de debut de la banda irlandesa de rock U2. Realitzat el 20 d'octubre de 1980 i produït per Steve Lillywhite, l'àlbum rebé força crítiques positives. Els temes més recurrents de les cançons de l'àlbum tracten sobre els somnis i les frustracions de l'adolescència. L'àlbum inclogué el seu primer single publicat al Regne Unit, "I Will Follow". La publicació de Boy fou seguida per la primera gira continental europea i pels Estats Units de la banda. Tot i ser poc brillants, aquestes primeres actuacions ja demostraren el potencial d'U2.

## Història
L'àlbum fou precedit pel single "I Will Follow". El senzill fou un èxit en les ràdios d'instituts i universitàries. La cançó fou àmpliament percebuda com a cançó religiosa, afirmant la fe Cristiana de la banda (confirmat per Bono en una entrevista l'any 2007). La cançó, igual que l'àlbum, es focalitza en la infantesa de Bono i a la pèrdua de la seva mare a l'edat de 14 anys.
Originàriament, el productor de Joy Division, Martin Hannett (que ja produí el single d'U2 "11 O'Clock Tick Tock") havia de ser l'encarregat de produir l'àlbum de debut d'U2, però no fou així fruit de la consternació provocada pel suïcidi d'Ian Curtis. Boy fou gravat als Windmill Lane Studios a Dublín amb el productor Steve Lillywhite. Algunes de les cançons, com "An Cat Dubh" i "The Ocean", foren escrites i gravades a l'estudi. Moltes de les cançons foren extretes del repertori de 40 cançons que tenia la banda en aquell moment, com "Stories for Boys", "Out of Control", i "Twilight". The Edge gravà totes les cançons utilitzant la seva Gibson Explorer.
L'àlbum té certs sobretons de sexualitat, fet que contribuí en la rebuda entusiàstica en bars gays americans. Bono declarà sobre aquest fenomen dient, "Primer de tot vam començar i realitzar Boy, que és una LP sexual, després vam haver de canviar la caràtula als Estats Units d'Amèrica per aturar qualsevol relació que hi pogués haver amb la pedofília i altres, ja que era el nostre primer àlbum. Però còpies importades arribaren a Amèrica i tinguérem un públic gay ampli, dels quals molts cregueren que la música era específica per ells. Així que es tingué una idea equivocada del disc, si ho vols dir així"
La cançó final de l'àlbum, "Shadows and Tall Trees", és un homenatge a la novel·la Lord of the Flies de William Golding; comparteix nom amb un capítol del llibre.
La posició més alta de Boy' a la llista d'èxits Billboard 200 fou la #63, però després de l'èxit de material publicat per U2 posteriorment, va reentrar les llistes d'èxits americanes per un període més llarg que en l'inicial. Al Regne Unit escalà fins a la posició #52. "I Will Follow" arribà a la posició #20 de la Mainstream Rock charts.
Malgrat crítiques de les seves actuacions en directe, com predictibles i amb Bono utilitzant "massa eco", aquestes actuacions primerenques ajudaren a demostrar el potencial d'U2, així com que Bono era molt "carismàtic" i "apassionat" durant els concerts, recordant un jove Rod Stewart. Boy és l'únic àlbum d'U2 en el qual cada cançó (així com cada cara-B ha estat tocada en directe com a mínim una vegada.
El 2003, l'àlbum fou classificat en el número 417 de la Llista dels 500 millors discos de la història, publicada per Rolling Stone.

## Caràtula
El nen de la portada és Guggi amic de Peter Rowan (germà de Bono) i actualment un conegut fotògraf irlandès. També apareix en les caràtules de Three, War, The Best of 1980–1990, and Early Demos. El fotògraf, Hugo McGuiness, i el dissenyador, Steve Averill (amic del baixista Adam Clayton), també participaren en altres caràtules d'U2.
La imatge fou canviada per una de distorcionada de la banda pel llançament als Estats Units d'Amèrica, a causa de la por a possibles acusacions de pedofília. Sandy Porter apareix als crèdits com a fotògrafa de la portada dels Estats Units.
El 2008, la portada de l'edició remasteritzada fou la mateixa que la realitzada el 1980 al Regne Unit, aquest cop per a tot el món.

## Cançons
Totes les cançons escrites per U2, lletra per Bono.
1. "I Will Follow" – 3:36
2. "Twilight" – 4:22
3. "An Cat Dubh" – 6:21
4. "Into the Heart" – 1:53
5. "Out of Control" – 4:13
6. "Stories for Boys" – 3:02
7. "The Ocean" – 1:34
8. "A Day Without Me" – 3:14
9. "Another Time, Another Place" – 4:34
10. "The Electric Co." – 4:48
11. "Shadows and Tall Trees" – 4:36

"A Day Without Me" i "I Will Follow" foren realitzades com a senzills. L'àlbum fou precedit per Three, un EP de tres cançons amb diferents gravacions de "Out of Control" i "Stories for Boys" així també de la cançó anomenada "Boy/Girl".
Les primeres còpies en vinil de l'àlbum tenen una curta versió instrumental de trenta segons del que esdevindria "Fire" (àlbum October) al final del disc, després de "Shadows and Tall Trees." Així també apareix a la versió remasteritzada del 2008.
En la majoria d'edicions del Regne Unit i del Japó la durada de les cançons "An Cat Dubh" i "Into the Heart" fou reduïda a 4:47 i 3:28, respectivament. Els primers discs compactes unificaren les dues cançons en una de 8:14 de durada. L'edició remasteritzada del 2008 utilitza aquestes durades.

### Edició remasteritzada (2008)
Seguint el re-llançament de l'edició remasteritzada de The Joshua Tree del 2007, fou rumorejat que la banda remasteritzaria i rellançaria Boy, així com els àlbums October, i War. Això fou confirmat per U2.com el 9 d'abril de 2008. L'edició remasteritzada de l'àlbum fou llançada al 21 de juliol de 2008 al Regne Unit i als EUA l'endemà. Tal com succeí amb The Joshua Tree, la caràtula fou la mateixa del llançament original al Regne Unit. Fou realitzat en tres formats diferents:
1. Format Estàndard: Un CD estàndard amb l'àudio remasteritzat i amb la capsa renovada.
Inclou un llibret amb 16 pàgines on hi figuren fotos mai vistes, les lletres completes i una nova presentació de Paul Morley. Les 11 cançons són les mateixes que les realitzades prèviament en l'àlbum.
2. Format Deluxe : Un CD estàndard (com a dalt) i un CD bonus que inclou cares-b, cançons en directe i rareses. També inclou un llibret amb 32 pàgines on hi figuren fotos mai vistes, les lletres completes, una nova presentació de Paul Morley i notes explicatives en el material extra de The Edge.
3. Vinyl format: L'àlbum estàndard en la versió remasteritzada en un vinil de 180 grams i amb la capsa renovada.

#### CD Bonus (Edició Deluxe Remix 2008)
Cançons del CD Bonus:
Totes les cançons escrites per U2, lletra per Bono
1. "I Will Follow" (previously unreleased mix)
2. "11 O'Clock Tick Tock" (single A-side) Produced by Martin Hannett
3. "Touch" (single B-side from "11 O'Clock Tick Tock") Produced by Martin Hannett
4. "Speed of Life" (previously unreleased)
5. "Saturday Night" (previously unreleased)
6. "Things to Make and Do" (single B-side from "A Day Without Me") Produced by Steve Lillywhite
7. "Out of Control" (from Three) Produced by Chas De Whalley and U2
8. "Boy/Girl" (from Three) Produced by Chas De Whalley and U2
9. "Stories for Boys" (from Three) Produced by Chas De Whalley and U2
10. "Another Day" (single A-side) Produced by Chas De Whalley and U2
11. "Twilight" (demo, single B-side from "Another Day" Produced by Chas De Whalley and U2
12. "Boy/Girl" (Live from the Marquee, London, 22 de setembre de 1980, single B-side from "I Will Follow") Produced by Steve Lillywhite
13. "11 O'Clock Tick Tock" (Live at the Marquee, London - previously unreleased)
14. "Cartoon World" (Live from National Stadium, Dublín) - previously unreleased)

## Personal
- Bono – veu principal
- The Edge – guitarra, veu secundària
- Adam Clayton – Baix elèctric
- Larry Mullen Jr. – bateria

## Llistes d'èxits i vendes

### Àlbum
| País         | Posició més alta | Certificat | Vendes     |
| ------------ | ---------------- | ---------- | ---------- |
| Canada       |                  | Platí      | 100,000+   |
| Regne Unit   | 52               | Or         | 100,000+   |
| Estats Units | 63               | Platí      | 1,000,000+ |

### Senzills
| Any  | Senzill         | Llista                    | Posició |
| ---- | --------------- | ------------------------- | ------- |
| 1981 | "I Will Follow" | Billboard Mainstream Rock | 20      |
| 1984 | "I Will Follow" | The Billboard Hot 100     | 81      |